# Яновская, Генриетта Наумовна
Генрие́тта Нау́мовна Яно́вская (род. 24 июня 1940, Ленинград, СССР) — советский и российский театральный режиссёр, народная артистка РФ (2004). С 1987 по 2023 год главный режиссёр Московского театра юного зрителя.

## Биография
Родилась 24 июня 1940 года в Ленинграде.
Во время блокады Ленинграда была эвакуирована в Алма-Ату. В школьном возрасте занималась в драмкружке театральной актрисы Марии Призван-Соколовой. Завершив обучение в радиотехническом техникуме получила специальность «Конструктор телевизионной и радиолокационной аппаратуры». Работала на Ижевском мотозаводе, затем, в 1960-х, — в одном из ленинградских НИИ и продавщицей в «Ленкниге».
Окончила Ленинградский государственный институт театра, музыки и кино (курс Г. А. Товстоногова, 1967). Большое влияние на формирование режиссёрской индивидуальности Яновской оказали спектакль Питера Брука «Король Лир» Шекспира и его лекции (1964).
Дебютировала в ленинградском областном Малом драматическом театре постановкой пьесы Л. Зорина «Варшавская мелодия» (1967).
В 1970—1972 годах работала в красноярском Театре юного зрителя, который возглавлял Кама Гинкас.
В последующие годы Яновская ставила в разных городах страны пьесы Бомарше, Т. Уильямса, А. Вампилова, Л. Пиранделло и др. Во второй половине 1970-х годов руководила театром «Синий мост» в Ленинграде, ставила Е. Шварца, Н. Эрдмана, А. Володина.
В 1984 году Яновская дебютировала на московской сцене («Вдовий пароход» И. Грековой и П. Лунгина, Театр имени Моссовета). С 1987 года — главный режиссёр Московского театра юного зрителя (МТЮЗ). Её первая постановка в МТЮЗе — «Собачье сердце» по М. Булгакову — стала значительным явлением театрального сезона 1986—1987.

## Семья
- Муж — режиссёр Кама Миронович Гинкас.
  - Сын — Даниил Гинк (драматург и режиссёр, живёт в Ришон-ле-Ционе).
  - Пасынок — Донатас Грудович (актёр, режиссёр).

## Постановки
- 1967 — «Варшавская мелодия» Л. Зорина. Художник А. Коженкова. Ленинградский областной Малый драматический театр (МДТ).
- 1968 — «Бал воров» Ж. Ануйя. Художник А. Коженкова. МДТ.
- 1970 — «Сотворившая чудо» У. Гибсона. Художник А. Коженкова. Красноярский ТЮЗ.
- 1971 — «Плутни Скапена» Ж.-Б. Мольера. Художник А. Коженкова. Красноярский ТЮЗ.
- 1971 — «Волшебник изумрудного города» А. М. Волкова. Художник Корбут. Красноярский ТЮЗ.
- 1972 — «Судьба барабанщика» по А. Гайдару. Постановка К. Гинкаса. Режиссёр Г. Яновская. Художник А. Поздеев. Красноярский ТЮЗ.
- 1973 — «Вкус меда» Ш. Дилани. Художник Э. Кочергин. МДТ.
- 1974 — «Прощание в июне» А. В. Вампилова. Художник А. Коженкова. Псковский драматический театр.
- 1975 — «Безумный день, или Женитьба Фигаро» Бомарше. Художник А. Коженкова. Псковский драматический театр.
- 1975 — «Прощание в июне» А. В. Вампилова. Художник А. Коженкова. Театр-студия «Синий мост» (Ленинград).
- 1976 — «Моя дочь Нюша» Ю. Яковлева. Художник А. Коженкова. Театр на Литейном, Ленинград.
- 1976 — «Прощание в июне» А. В. Вампилова. Художник А. Коженкова. Рижский ТЮЗ.
- 1977 — «Красная Шапочка» Е. Л. Шварца. Художник Г. Яновская. Театр-студия «Синий мост», Ленинград.
- 1978 — «Надо следить за своим лицом» по пьесам А. М. Володина. Художник Г. Яновская. Театр-студия «Синий мост», Ленинград.
- 1978 — «Летят перелетные птицы» А. Галича. Художник Г. Яновская. Театр Драматурга, Ленинградский Дворец искусств.
- 1979 — «Человек, животное и добродетель» Л. Пиранделло. Постановка И. Владимирова. Режиссёр Г. Яновская. Художник А. Мелков. Театр им. Ленсовета.
- 1980 — «Бегство» М. Величкова. Театр им. Ленсовета.
- 1982 — «Алиса в стране чудес» Л. Кэрролла. Художник М. Китаев. Ленинградский театр им. Ленинского комсомола.
- 1983 — «Стеклянный зверинец» Т. Уильямса. Художник А. Коженкова. Малый драматический театр.
- 1984 — «Вдовий пароход» И. Грековой, П. Лунгина. Художник А. Коженкова. Театр имени Моссовета.
- 1987 — «Летят перелётные птицы» А. Галича. Художник А. Коженкова. Театр им. Вл. Маяковского.
- 1987 — «Собачье сердце». Пьеса В. Червинского по М. А. Булгакову. Художник С. Бархин. Московский ТЮЗ.
- 1988 — «Соловей» Х. К. Андерсена. Художник С. Бархин. Московский ТЮЗ.
- 1989 — «Good-bye, Amerika!». Пьеса А. Недзвецкого по С. Я. Маршаку. Художник С. Бархин. Московский ТЮЗ.
- 1993 — «Иванов и другие» по пьесе «Иванов» А. П. Чехова. Художник С. Бархин. Московский ТЮЗ.* 1993 — «Оловянные кольца» Т. Г. Габбе. Художник Т. Спасоломская. Московский ТЮЗ.
- 1995 — «Жак Оффенбах, любовь и тру-ля-ля». Либретто Ю. Димитрина по произведениям Ж. Оффенбаха. Художник С. Бархин. Московский ТЮЗ.
- 1996 — «Канкан». Мюзикл К. Лортера. Художник С. Бархии. Шведский Драматический театр. Турку, Финляндия.
- 1997 — «Гроза» А. Н. Островского. Художник С. Бархин. Московский ТЮЗ.
- 2001 — «Свидетель обвинения» А. Кристи. Московский ТЮЗ.
- 2003 — «Вкус меда». Ш.Дилени Московский ТЮЗ.
- 2004 — «Необычайные приключения Т. С. и Г. Ф. по Марку Твену» Московский ТЮЗ. Художник С.Бархин
- 2005 — "Трамвай «Желание»Т.Уильямс. Московский ТЮЗ. Художник С.Бархин
- 2009 — «Волк и семеро козлят» Московский ТЮЗ. Художник Е.Орлова
- 2010 — «Прощай ты, ты, ты…» Ф.Кроммелинк. Московский ТЮЗ. Художник С.Бархин
- 2013 — «С любимыми не расставайтесь» А.Володин . Московский ТЮЗ. Художник С.Бархин
- 2013 — «Кошкин дом» С.Маршак . Московский ТЮЗ. Художник Е.Орлова

## Фильмография
- 1989 — Вдовий пароход (Режиссёр, фильм-спектакль)
- 1998 — Хрусталёв, машину! (реж. А.Герман) — сестра генерала

## Награды
- Заслуженный деятель искусств Российской Федерации (29 июля 1997) — за заслуги в области искусства[5]
- Народный артист Российской Федерации (2 февраля 2004) — за большие заслуги в области искусства[1].
- Орден Дружбы (8 июня 2012) — за большие заслуги в развитии отечественной культуры и искусства, многолетнюю плодотворную деятельность[6]
- Лауреат премий «Хрустальная Турандот», «Чайка», «Золотая маска».
- Специальная премия «Золотая маска» «За выдающийся вклад в развитие театрального искусства» (2021)[7].
- Лауреат премии «Человек года» Федерации еврейских общин России (2005).